# Längenfelder Straße
De Längenfelder Straße (L340) is een 4,38 kilometer lange Landesstraße (lokale weg) in het district Imst in de Oostenrijkse deelstaat Tirol. De weg is een zijweg van de Ötztalstraße (B186), waarvan de weg zich in westelijke richting afsplitst in Au (1154 m.ü.A., gemeente Längenfeld). De weg loopt vervolgens door meerdere kernen van de gemeente Längenfeld, om in het dorpsdeel Unterlängenfeld van het hoofddorp Längenfeld (1180 m.ü.A.) weer aan te sluiten op de Ötztalstraße., Het beheer van de straat valt onder de Straßenmeisterei Umhausen. In de zomer van 2007 is de brug Nesslachbrücke, die de Ötztaler Ache tussen Au en Winklen overbrugt, vernieuwd, een project waarmee € 825.000,- gemoeid was.